# Nervellius philippus
Nervellius philippus is een insect dat behoort tot de orde vliesvleugeligen (Hymenoptera) en de familie van de schildwespen (Braconidae). De wetenschappelijke naam van de soort werd voor het eerst geldig gepubliceerd in 2014 in het Bulletin van de Koninklijke Belgische Vereniging voor Entomologie, verbonden aan het Koninklijk Belgisch Instituut voor Natuurwetenschappen. De ontdekker, Yves Braet, beschreef de zwart-geel-roodachtig schildwesp die hij in Frans-Guyana ontdekte en noemde die naar koning Filip van België, het staatshoofd van zijn land.